# Championnats du monde de cyclisme sur route 1927
Navigation
Milan 1926 Budapest 1928

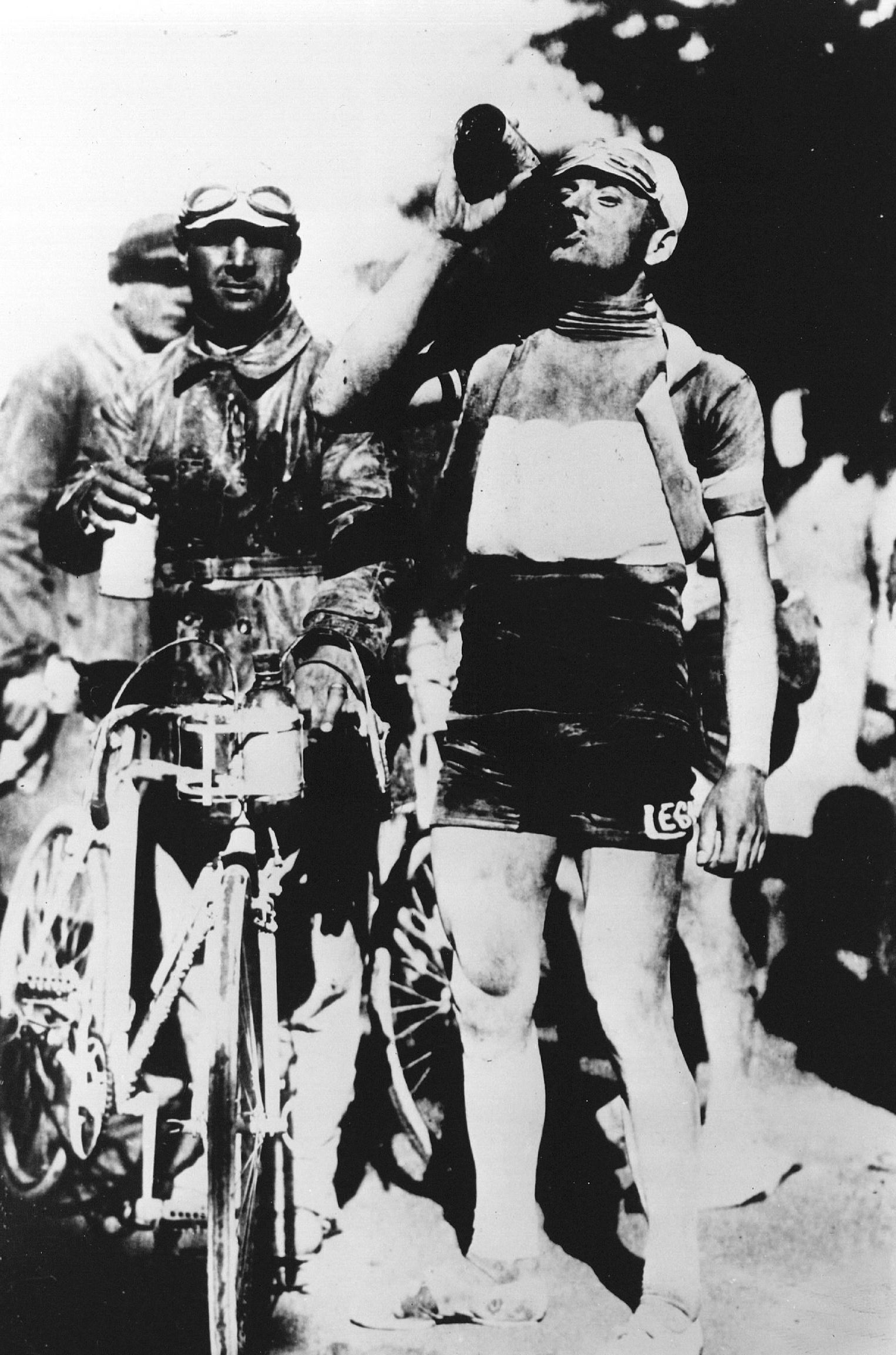
L'Italien Alfredo Binda (ici en 1924) devient le premier champion du monde professionnel

Les championnats du monde de cyclisme sur route 1927 ont eu lieu le 21 juillet 1927 à Nürburg sur le Nürburgring en Allemagne. Le championnat du monde professionnel fait sa première apparition lors des championnats du monde.
Cette édition est donc le premier championnat du monde sur route qui voit la participation de coureurs professionnels. Selon l'Union cycliste internationale (UCI), les professionnels n'étaient jusqu'alors pas assez nombreux pour pouvoir organiser un championnat du monde. Il s'agit en revanche du septième championnat du monde organisé pour les coureurs amateurs. 
Le GP Wolber était considéré comme le précurseur du championnat du monde professionnel. En effet depuis 1922, seuls étaient invités à y participer les trois premiers des principales courses françaises, italiennes, belges et suisses.

## La course
55 coureurs étaient au départ, 33 amateurs et 22 professionnels qui courent ensemble, mais sont classés séparément. Seulement 18 coureurs franchissent la ligne d'arrivée.
Le premier champion du monde est l'Italien Alfredo Binda qui devance de plus de sept minutes son compatriote Costante Girardengo. Domenico Piemontesi complète ce podium totalement italien. Chez les amateurs, c'est le Belge Jean Aerts qui est couronné.

## Podiums
| Épreuves :                          | Or                   | Or              | Argent                     | Argent       | Bronze                     | Bronze        |
| Professionnels                      |                      |                 |                            |              |                            |               |
| Hommes - course en ligne            | Alfredo Binda Italie | 6 h 37 min 29 s | Costante Girardengo Italie | + 7 min 16 s | Domenico Piemontesi Italie | + 10 min 51 s |
| Amateurs                            |                      |                 |                            |              |                            |               |
| Hommes - amateurs - course en ligne | Jean Aerts Belgique  | 6 h 49 min 20 s | Rudolf Wolke Allemagne     | + 2 min 33 s | Michele Orecchia Italie    | + 5 min 59 s  |

## Classement de la course
La course est d'une longueur totale de 182,480 km. Seuls 18 des 55 coureurs au départ ont fini la course.
| Pos    | Coureur             | Temps                                  |
| ------ | ------------------- | -------------------------------------- |
| 1      | Alfredo Binda       | 6 h 37 min 29 s 27,544 km/h de moyenne |
| 2      | Costante Girardengo | + 7 min 16 s                           |
| 3      | Domenico Piemontesi | + 10 min 51 s                          |
| 4      | Gaetano Belloni     | + 11 min 11 s                          |
| 5 (1)  | Jean Aerts*         | + 11 min 51 s                          |
| 6 (2)  | Rudolf Wolke*       | + 14 min 24 s                          |
| 7 (3)  | Michele Orecchia*   | + 17 min 50 s                          |
| 8 (4)  | Erik Bohlin*        | + 18 min 06 s                          |
| 9 (5)  | René Brossy*        | + 19 min 33 s                          |
| 10 (5) | Herbert Nebe        | + 23 min 03 s                          |

- * Coureur amateur

## Tableau des médailles
| Rang  | Nation    | Or | Argent | Bronze | Total |
| ----- | --------- | -- | ------ | ------ | ----- |
| 1     | Italie    | 1  | 1      | 2      | 4     |
| 2     | Belgique  | 1  | 0      | 0      | 1     |
| 3     | Allemagne | 0  | 1      | 0      | 1     |
| Total | Total     | 2  | 2      | 2      | 6     |